# Da'an (köping i Kina, Hebei)
Da'an (kinesiska: 大安镇, 大安) är en köping i Kina. Den ligger i provinsen Hebei, i den norra delen av landet, omkring 99 kilometer öster om huvudstaden Peking. Antalet invånare är 30 213. Befolkningen består av 14 729 kvinnor och 15 484 män. Barn under 15 år utgör 16,0 %, vuxna 15-64 år 74 %, och äldre över 65 år 9,0 %.
Genomsnittlig årsnederbörd är 766 millimeter. Den regnigaste månaden är juli, med i genomsnitt 210 mm nederbörd, och den torraste är januari, med 2 mm nederbörd.